# Sirio

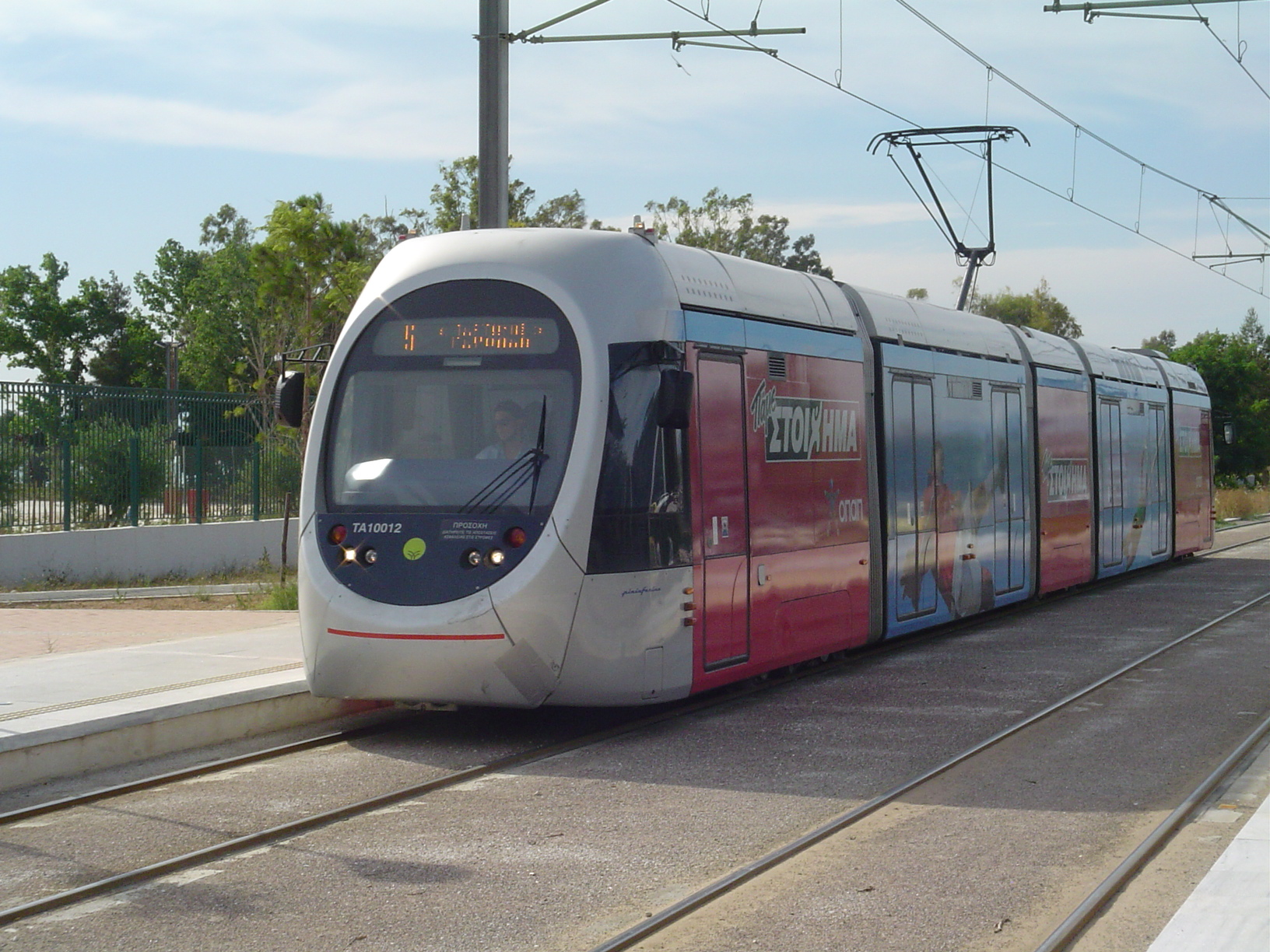
Sirio-spårvagn i Aten, Grekland.

Sirio (italienska för Sirius) är en låggolvsspårvagn tillverkad av det japansk/italienska företaget Hitachi Rail Italy (tidigare Ansaldobreda). Spårvagnen tillverkas i olika utföranden och rullar i många städer runt om i världen. Modellen heter Sirio i hela världen. I Göteborg har Göteborgs spårvägar döpt spårvagnsmodellen till M32.
Spårvagnarna i serie 7100 har sju vagnar, medan serie 7500 och 7600 har fem vagnar. Alla varianterna tillverkas med en mängd olika spårvidder och både för att gå i en riktning (med dörrar på ena sidan och förarhytt i ena änden) eller dubbelriktade (med dörrar på båda sidor och förarhytt i båda ändarna).

## Städer
Sirio finns i en mängd städer världen över:
| Stad          | Land     | Längd           | Bredd  | Maxhastighet | Sittplatser | Antal spårvagnar | Övrigt                                                     |        |
| ------------- | -------- | --------------- | ------ | ------------ | ----------- | ---------------- | ---------------------------------------------------------- | ------ |
| Aten          | Grekland | 32,31 m         | 2,4 m  | 70 km/h      | 35          | 54               |                                                            | [ 1 ]  |
| Bergamo       | Italien  | 32 m            | 2,4 m  | 70 km/h      | 62          | 14               |                                                            | [ 2 ]  |
| Florens       | Italien  | 32 m            | 2,4 m  | 70 km/h      | 42          | 46               |                                                            | [ 3 ]  |
| Genua-Casella | Italien  | 42 m            | 2,65 m |              | 132         |                  |                                                            | [ 4 ]  |
| Göteborg      | Sverige  | 29,55 m         | 2,65 m | 80 km/h      | 82          | 65               | Göteborgs spårvägars benämning på spårvagnsmodellen är M32 | [ 5 ]  |
| Kayseri       | Turkiet  | 32,35 m         | 2,65 m | 75 km/h      | 64          | 22               |                                                            | [ 6 ]  |
| Milano        | Italien  | 26,45 m 35,35 m | 2,4 m  | 70 km/h      | 54 71       | 68 48            | Milano har Sirio-spårvagnar med både 5 och 7 vagnar.       | [ 7 ]  |
| Oslo          | Norge    | 33,12 m         | 2,6 m  | 80 km/h      | 88          | 32               |                                                            | [ 8 ]  |
| Samsun        | Turkiet  | 32 m            | 2,6 m  | 70 km/h      | 64          | 16               |                                                            | [ 9 ]  |
| Sassari       | Italien  | 27,47 m         | 2,4 m  | 70 km/h      | 34          | 4                |                                                            | [ 10 ] |

## Bilder
- Wikimedia Commons har media som rör Ansaldobreda Sirio.

|  |  |  |